# André Brasilier
André Marie Pierre Brasilier (* 29. Oktober 1929 in Saumur, Département Maine-et-Loire) ist ein französischer Maler, Grafiker und Keramiker.

## Leben
Brasilier stammte aus einer Künstlerfamilie. Er war ein Sohn des symbolistischen Malers Jacques Brasilier und dessen Ehefrau Alice Chaumont. Der Architekt Jean Brasilier war sein älterer Bruder.
Mit seinem künstlerischen Talent fiel Brasilier bereits während der Schulzeit auf, doch die deutsche Besetzung während des Zweiten Weltkriegs verhinderte die weitere Ausbildung.
Als nach Kriegsende der Lehrbetrieb wieder aufgenommen wurde, konnte Brasilier ab 1949 an der École nationale supérieure des beaux-arts de Paris (ENSBA) studieren und bereits zehn Jahre später mit einer ersten Solo-Ausstellung brillieren. 1953 verlieh ihm die Académie des Beaux-Arts den Prix de Rome und mit dem damit verbundenen Stipendium verbrachte Brasilier ab 1954 zwei Jahre bei der Académie de France à Rome in der Villa Medici in Rom.
Nach einem weiteren Jahr auf Weltreise kehrte Brasilier 1958 wieder nach Frankreich zurück und ließ sich in Paris nieder. 1962 konnte er in New York seine erste internationale Solo-Ausstellung absolvieren.
Neben seinen Arbeiten im eigenen Atelier arbeitete Brasilier auch immer wieder außerhalb. 1985 engagierte man ihn an die Opéra de Monaco für die Ausstattung (Kostüme und Bühnenbilder) der Operette Ciboulette von Reynaldo Hahn. 1992 schuf Brasilier die Kostüme und Bühnenbilder für die Oper Mignon von Ambroise Thomas, eine Inszenierung am Stadttheater von Compiègne (Département Oise).
2005 zeigte das Museum der Eremitage in Sankt Petersburg eine große Retrospektive des gesamten Werks von Brasilier. Eine ähnliche Ausstellung wurde im darauffolgenden Jahr von Mitsukoshi in Paris gezeigt.
Brasilier war verheiratet mit Chantal d’Hauterives und hatte mit ihr eine Tochter und zwei Söhne.
Für den Roman Der Brand (2021) von Daniela Krien wurde ein Gemälde von André Brasilier als Covermotiv verwendet.

## Ehrungen
- 1951 Prix Morellet
- 1952 Prix Blumenthal
- 1953 Prix de Rome

## Werke (Auswahl)
Ölbilder
- Cavaliers en hiver. 1969.
- Musique à Versailles. 1987.
- Cavalcade rose.
- Tulipes et Mimoses en bouquet.

Theaterarbeiten
- 1985 Ausstattung der Operette Ciboulette
- 1992 Ausstattung der Oper Mignon